# Tercera División de Chile 1981
El Campeonato Oficial de Fútbol de la Tercera División de Chile 1981 fue la 1° edición de la tercera categoría del fútbol de Chile, correspondiente a la temporada 1981. Se jugó desde el 5 de abril hasta el 31 de octubre de 1981.
Participaron 24 equipos, entre 25 postulantes (solo Deportivo Arauco no fue aceptado para participar en la naciente categoría), provenientes de la zona central del país divididos en dos grupo Norte y Sur.
El triunfador, y ascendido a la Segunda División del fútbol chileno fue el Arturo Fernández Vial, de Concepción, que, sin embargo, ejerció su localía en la vecina ciudad de Penco.

## Movimientos divisionales
| Pos | desde Segunda División de Chile 1980 |
| --- | ------------------------------------ |
| 21º | Indep. de Cauquenes                  |
| 22° | Curicó Unido                         |

## Equipos participantes
| Equipo                | Ciudad                     | Procedencia            |
| --------------------- | -------------------------- | ---------------------- |
| Arturo Fernández Vial | Concepción                 | Asociación de origen   |
| Atlético Molina       | Molina                     | Regional Zona Central  |
| Caupolicán de Rengo   | Rengo                      | Regional Zona Central  |
| Cultural Doñihue      | Doñihue                    | Regional Zona Central  |
| Curicó Unido          | Curicó                     | Segunda División       |
| Defensor Casablanca   | Casablanca                 | Regional de Valparaíso |
| Deportes Laja         | Laja                       | Postulante             |
| Deportes Maipo        | Maipo                      | Regional Zona Central  |
| Deportes Peumo        | Peumo                      | Regional Zona Central  |
| Deportes Teno         | Teno                       | Regional Zona Central  |
| Deportes Victoria     | Victoria                   | Postulante             |
| Deportivo Parral      | Parral                     | Asociación de origen   |
| General Velásquez     | San Vicente de Tagua Tagua | Regional Zona Central  |
| Grand Prix            | Maipú                      | Regional Zona Central  |
| Indep. de Cauquenes   | Cauquenes                  | Segunda División       |
| Iván Mayo             | Villa Alemana              | Asociación de origen   |
| Lautaro de Buin       | Buin                       | Regional Zona Central  |
| Liceo Curicó          | Curicó                     | Asociación de origen   |
| Quintero Unido        | Quintero                   | Regional de Valparaíso |
| Súper Lo Miranda      | Lo Miranda                 | Regional Zona Central  |
| Talca National        | Talca                      | Asociación de origen   |
| Tricolor Municipal    | Paine                      | Regional Zona Central  |
| Unión Llay-Llay       | Llay-Llay                  | Regional de Valparaíso |
| Unión Comercio        | Santa Cruz                 | Regional Zona Central  |

## Primera fase
Los 24 equipos se dividieron en dos grupos de 12 elencos cada uno, debiendo jugar todos contra todos en dos ruedas. Los dos primeros de cada grupo clasificaron a la liguilla de ascenso.

### Grupo Norte
| Pos | Equipo              | PJ | PG | PE | PP | GF | GC | Dif | Pts |
| --- | ------------------- | -- | -- | -- | -- | -- | -- | --- | --- |
| 1   | Súper Lo Miranda    | 22 | 11 | 8  | 3  | 35 | 15 | 20  | 30  |
| 2   | Grand Prix          | 22 | 12 | 5  | 5  | 29 | 15 | 14  | 29  |
| 3   | Quintero Unido      | 22 | 9  | 8  | 5  | 33 | 23 | 10  | 26  |
| 4   | Deportes Peumo      | 22 | 9  | 6  | 7  | 34 | 28 | 6   | 24  |
| 5   | Lautaro de Buin     | 22 | 8  | 8  | 6  | 30 | 30 | 0   | 24  |
| 6   | General Velásquez   | 22 | 7  | 9  | 6  | 22 | 20 | 2   | 23  |
| 7   | Deportes Maipo      | 22 | 8  | 6  | 8  | 23 | 24 | -1  | 22  |
| 8   | Tricolor Municipal  | 22 | 9  | 3  | 10 | 21 | 20 | 1   | 21  |
| 9   | Unión de Llay Llay  | 22 | 8  | 4  | 10 | 27 | 27 | 0   | 20  |
| 10  | Cultural Doñihue    | 22 | 7  | 4  | 11 | 31 | 42 | -11 | 18  |
| 11  | Defensor Casablanca | 22 | 6  | 5  | 11 | 25 | 37 | -12 | 17  |
| 12  | Iván Mayo           | 22 | 2  | 6  | 14 | 20 | 49 | -29 | 10  |

### Grupo Sur
| Pos | Equipo                | PJ | PG | PE | PP | GF | GC | Dif | Pts |
| --- | --------------------- | -- | -- | -- | -- | -- | -- | --- | --- |
| 1   | Deportes Laja         | 22 | 13 | 6  | 3  | 42 | 19 | 23  | 32  |
| 2   | Arturo Fernández Vial | 22 | 13 | 6  | 3  | 32 | 13 | 19  | 32  |
| 3   | Atlético Molina       | 22 | 11 | 4  | 7  | 38 | 29 | 9   | 26  |
| 4   | Curicó Unido          | 22 | 9  | 8  | 5  | 32 | 26 | 6   | 26  |
| 5   | Deportes Victoria     | 22 | 9  | 7  | 6  | 42 | 26 | 16  | 25  |
| 6   | Unión Comercio        | 22 | 9  | 7  | 6  | 41 | 29 | 12  | 25  |
| 7   | Liceo Curicó          | 22 | 7  | 8  | 7  | 27 | 33 | -6  | 22  |
| 8   | Deportivo Parral      | 22 | 8  | 5  | 9  | 34 | 31 | 3   | 21  |
| 9   | Caupolicán de Rengo   | 22 | 5  | 9  | 8  | 21 | 31 | -10 | 19  |
| 10  | Talca National        | 22 | 6  | 5  | 11 | 27 | 41 | -14 | 17  |
| 11  | Indep. de Cauquenes   | 22 | 4  | 5  | 13 | 26 | 40 | -14 | 13  |
| 12  | Deportes Teno         | 22 | 2  | 2  | 18 | 15 | 59 | -44 | 6   |

PJ = Partidos Jugados; G = Partidos Ganados; E = Partidos empatados; P = Partidos perdidos; GF = Goles a favor; GC = Goles en contra; DIF = Diferencia de goles; Pts = Puntos

## Liguilla de ascenso
Los cuatro clasificados se enfrentaron todos contra todos, en dos ruedas. El ganador del torneo se consagra campeón de la categoría y obtiene el ascenso a Segunda División.
| Pos | Equipo                | PJ | PG | PE | PP | GF | GC | Dif | Pts |
| --- | --------------------- | -- | -- | -- | -- | -- | -- | --- | --- |
| 1   | Deportes Laja         | 6  | 4  | 1  | 1  | 10 | 2  | 8   | 9   |
| 2   | Arturo Fernández Vial | 6  | 4  | 1  | 1  | 5  | 2  | 3   | 9   |
| 3   | Grand Prix            | 6  | 0  | 3  | 3  | 5  | 10 | -5  | 3   |
| 4   | Súper Lo Miranda      | 6  | 0  | 3  | 3  | 7  | 13 | -6  | 3   |

|  | Disputan desempate |

## Final campeonato
| Partido final en cancha neutral; 31 de octubre de 1981 | Arturo Fernández Vial | 1:0 | Deportes Laja | Nelson Oyarzún Arenas, Chillán |  |

## Campeón
| Chile                            |
| Campeón Arturo Fernández Vial    |
| Asciende a Segunda División 1982 |